# The Rub Rabbits!
The Rub Rabbits!, известный в Японии как Akachan wa Dokokara Kuruno? (яп. 赤ちゃんはどこからくるの? Акатян ва Дококара Куруно?) — сборник мини-игр, разработанный компанией Sonic Team и выпущенный Sega, эксклюзивно для портативной консоли Nintendo DS. Является приквелом игры Feel the Magic: XY/XX (она же Project Rub).

## Сюжет
Как и в Feel the Magic: XY/XX новый протагонист игры встречает девушку и сразу же в неё влюбляется. Однако ему приходится стать конкурентом одиннадцати людям, вместе с героем, обнаруживших у себя чувства к девушке. Сорвать отношения также пытается загадочная девушка с серыми волосами, безумно влюблённая в протагониста.

## Игровой процесс
Для управления в The Rub Rabbits! используются только стилус и в некоторых случаях микрофон. Основным режимом игры является «История» (англ. Story), в которой раскрывается сюжетная линия. Данный режим состоит из 37 сцен, каждая из которых включает в себе одну мини-игру. Так как нумерация сцен начинается с нуля, всего «История» насчитывает в себе 38 мини-игр. Сами мини-игры разнообразны. Вот несколько примеров:
- Герой должен вбежать вверх по движущегося эскалатору, но при этом избегать других людей (соперников за сердце девушки, борцов сумо и джентльменов) путём перемещения влево и вправо. Существует аналогичный вариант, где он плывёт на лодке по реке и надо избегать различных препятствий: листов кувшинок, брёвен, бочек со взрывчаткой и крокодилов.
- Девушка с серыми волосами бросает герою продукты. Он должен уворачиваться от «тухлой» пищи, но при этом ловить другую еду, например пиццу или белый торт.
- Пока девушка выполняет йогу, протагонист должен держать душистые розы так, чтобы она могла чувствовать их аромат.

Обычно каждая мини-игра состоит из пяти уровней с постепенно увеличивающейся сложностью, и трёх попыток. Однако некоторые включают в себя только один уровень и одну попытку. После успешного прохождения мини-игры игрок зарабатывает очки в виде сердец, необходимых для разблокирования одежды для девушки в режиме «Маньяк».
«История» состоит из четырёх видов сложности. С самого начала доступен «Нормальный», после прохождения сюжетной линии в этом режиме открывается «Сложный», потом «Ад», а затем «Рай».
После завершения сюжетного режима игроку также становится доступна «Другая история» (англ. Another Story). Её события происходят после того, как девушка с серыми волосами встретила главного героя. В ней показано как она строит его роботизированную копию и с помощью команд заставляет его за ней ухаживать. Этот режим состоит из четырёх мини-игр, ранее появившихся в основной истории.
В режиме «Воспоминания» (англ. Memories) можно переиграть в любую из ранее пройденных мини-игр основной истории. В режиме «Атака» (англ. Attack) игрок может пройти одну из четырёх мини-игр на время. Режим «Маньяк» (англ. Maniac) предлагает переодеть девушку главного героя. Одежду для неё игрок должен разблокировать, проходя мини-игры и зарабатывая очки (сердца). Существует возможность создавать свои собственные дизайны, рисуя узоры на одежде. Сохранёнными дизайнами можно обмениваться с другими игроками.
В режиме «Тарарам» (англ. Hullabaloo) можно играть с несколькими людьми на одном Nintendo DS. Суть этой игры заключается в том, чтобы нажимать и удерживать кнопки которые будут указаны на экране. Можно выбрать временной лимит (1 минуту, 3 минуты или бесконечность) и уровень сложности (лёгкий или тяжёлый).
В режиме «Создание ребёнка» (англ. Baby Making) два игрока должны указать свои даты рождения, возраст, группу крови и разрезать торт. На основании этого игра создаст младенца, которому нужно дать имя. Существует возможность создавать больше одного ребёнка. Игрок также может «удалить» любого из них (то есть отпустить посмотреть мир).
The Rub Rabbits! также поддерживает многопользовательский режим «Битва» (англ. Battle), в котором могут участвовать до 4 игроков. Существует 6 мини-игр в данном режиме, которые включают в себя ловлю постоянно растущего пляжного шара, который, в конечном счёте, взрывается и рафтинг, где игрок пытается спасти женщину из воды или украсть её из плотов других игроков.
В режиме «Звук» (англ. Sound), открывающемся после прохождения сюжетной линии, можно послушать звуки и музыку из игры. Если у игрока есть один или несколько детей, при воспроизведении треков они будут танцевать. Если их нет, двигаться под музыку будет один из роботов девушки с серыми волосами.

## Оценки и мнения
| Сводный рейтинг       | Сводный рейтинг |
| Агрегатор             | Оценка          |
| --------------------- | --------------- |
| GameRankings          | 70,01 %         |
| Metacritic            | 68/100          |
| MobyRank              | 69/100          |
| Иноязычные издания    |                 |
| Издание               | Оценка          |
| 1UP.com               | C               |
| AllGame               | [ 5 ]           |
| EGM                   | 5,67/10         |
| Eurogamer             | 8/10            |
| G4                    | 3/5             |
| Game Informer         | 7,5/10          |
| GamePro               | [ 8 ]           |
| GameRevolution        | C-              |
| GameSpot              | 6,2/10          |
| GameSpy               | [ 11 ]          |
| GamesRadar+           | 7/10            |
| GameZone              | 7,0/10          |
| IGN                   | 8,0/10          |
| Nintendo Power        | 8/10            |
| Nintendo World Report | 8,5/10          |
| ONM                   | 68 %            |
| PALGN                 | 6,5/10          |
| VideoGamer            | 5/10            |
| WorthPlaying          | 7,0/10          |
| Русскоязычные издания |                 |
| Издание               | Оценка          |
| «Страна игр»          | 6,5/10          |

The Rub Rabbits! получила смешанные отзывы от критиков, но в основном они были положительными. Из достоинств игры отметили большое количество очень весёлых мини-игр и многопользовательскую игру; недостатком было названо очень быстрое прохождение игры. Сайт GamePro назвал игру «уникальной и приятной» для DS. Eurogamer похвалил The Rub Rabbits! за сбалансированную сложность, в отличие от Project Rub. GameSpy заявил, что несмотря на то, что игра не имеет никаких отличий от Feel the Magic: XY/XX, играть в неё всё равно не будет скучно.
Другие критики оценили игру недостаточно хорошо. Например сайт 1UP.com критиковал The Rub Rabbits! за «броскую музыку и тупую сюжетную линию», а Game Revolution не понравилась игра за похожесть c Feel the Magic: XY/XX, однако хвалил за оригинальность. Журнал «Страна игр» в своём итоге заявил, что «потребность в ней [The Rub Rabbits!], с выходом оригинальных и глубоких проектов для DS, практически исчезла».